# Lucian Marinescu
Lucian Cristian Marinescu (Bukarest, 1972. június 24. –) román válogatott labdarúgó.
A román válogatott tagjaként részt vett az 1998-as világbajnokságon.

## Sikerei, díjai
Rapid București
- Román kupa (1): 1997–98